# 布拉魯樣
布拉魯樣（排灣語：Pulaluyan/Sapuljaljuyang），是台灣排灣族高燕部落（padain，位於今屏東縣瑪家鄉）所信仰的祖神之一，也是五年祭祭祀的對象。

## 傳說
布拉魯樣是高燕部落的七位祖神之一，為排在卜拉魯幹（Pulalungan）之後的三子，他在某天跟卜拉魯幹商議之後，兩人分別前往北大武山跟西部平原，卜拉魯幹成為雷神、而他成為西部平埔族的祖先，後來為古代族人的稱之為Tairuvar河神（龍之神）。

### 其他版本
事實上，除了高燕部落的傳說之外，排灣族其他族群或周遭的地區也有流傳著與他相關、或是類似行為或人名的傳說版本，例如有說法認為他並不是下山而是出海、或是前往北大武山尋找沒有回來的兄長（有可能為卜拉魯幹）；而在舊多良部落（Tsaalavi，今台東縣太麻里鄉）的傳說中，則認為他是來自舊來義地區（tjaljaqavus）的人，和小琉球的箕模族是朋友，經常來往，後來娶了朋友的妹妹Sauljaljui，並且因為喜歡海邊的環境（跟舊來義環境類似）而在舊多良地區定居，而在箕模族的傳說中，則是有跟高燕部落幾乎相同的說法。

## 祭典
據說當初布拉魯樣要離開部落時，向族人要求如果自己沒有回來的話就要定期祭祀自己，後來這項祭祀舊逐漸成為了五年祭的由來，不過這種說法主要存在於北排灣群。